# Kufeirit
Kufeirit, en arabe : كفيرت, est un village du gouvernorat de Jénine en Palestine, dans le nord de la Cisjordanie. Il est situé à 16 kilomètres à l'ouest de Jénine. Selon le recensement du Bureau central palestinien des statistiques, la localité compte une population de 3 068 habitants en 2017.